# 麻栗水锦树
麻栗水锦树（学名：Wendlandia tinctoria sp. handelii）为茜草科水锦树属下的一个亚种。

## 扩展阅读
- 維基物種上的相關：麻栗水锦树